# گوردون توتوسیس
گوردون توتوسیس (انگلیسی: Gordon Tootoosis؛ ۲۵ اکتبر ۱۹۴۱ – ۵ ژوئیهٔ ۲۰۱۱) یک هنرپیشه اهل کانادا بود. وی بین سال‌های ۱۹۷۳ تا ۲۰۱۱ میلادی فعالیت می‌کرد.
از فیلم‌ها یا برنامه‌های تلویزیونی که وی در آن نقش داشته است می‌توان به افسانه‌های خزان، پوکاهانتس، اسلحه‌ها، دختران و قمار و آلاسکا اشاره کرد.